# Isaiah Owens
Ikey Owens (född Isaiah Randolph Owens, född 1 december 1975 i Long Beach, Kalifornien, död 14 oktober 2014 i Cholula, Puebla, Mexiko), var en amerikansk keyboardist. Han spelade i flera band i området omkring Long Beach i Kalifornien. Han är kanske mest känd för sin medverkan i The Mars Volta, där han medverkade på alla skivor. Han spelade också i De Facto och var studiomusiker och musikproducent under sin karriär.
Den 14 oktober 2014 fann man Owens död  i sitt hotellrum i Puebla, Mexiko på grund av en hjärtattack.Två återstående konserter i Mexiko till stöd för Jack Whites album, Lazaretto, avbröts.

## Diskografi (urval)
Med De Facto
- How Do You Dub? You Fight For Dub. You Plug Dub In (EP) – (2001)
- 456132015 (EP) – (2001)
- Megaton Shotblast – (2001)
- Légende du Scorpion à Quatre Queues – (2001)

Studioalbum med The Mars Volta
- Tremulant (EP) – (2002)
- De-Loused in the Comatorium – (2003)
- Live (EP) – (2003)
- Frances the Mute – (2005)
- Scabdates (livealbum) – (2005)
- Amputechture – 2006)
- The Bedlam in Goliath – (2008)
- Octahedron – (2009)